# 王世澂
王世澂（1876年—20世纪?），字莪孙，福建闽侯人，清朝及中华民国官员、法学家。

## 生平
光緒二十九年（1903年），王世澂中进士。此后入上海南洋公学，继而留学英国伦敦林肯法律专门学校。毕业后，任清朝驻英国公使随员。后来回国任清政府学部二等谘议官。
中华民国成立后，王世澂於民国元年（1912年）5月至9月任北京大学法政科学长。此后历任法典编纂会纂修、法制局参事、政事堂参议上办事，充任袁世凯大总统府秘书厅法制专员。后任参政院参政兼法制局调查员、约法会议议员，授中大夫。民国四年（1915年），王世澂辞去袁世凯大总统秘书厅的职务，任《北京日报》记者。民国七年（1918年），任安福国会参议院议员，国务院及交通部顾问。民国十一年（1922年），任北京《京报》主笔。民国十五年（1926年），任上海烟草公司法律顾问。

## 著作
- Sir Frederick Whyte，中国外交关系略史，王莪孫 译，上海：商务印书馆，1928年